# Spring Bay
Spring Bay é uma vila localizada no estado americano de Illinois, no Condado de Woodford.

## Demografia
Segundo o censo americano de 2000, a sua população era de 436 habitantes.
Em 2006, foi estimada uma população de 515, um aumento de 79 (18.1%).

## Geografia
De acordo com o United States Census Bureau tem uma área de
3,0 km², dos quais 2,1 km² cobertos por terra e 0,9 km² cobertos por água. Spring Bay localiza-se a aproximadamente 143 m acima do nível do mar.

## Localidades na vizinhança
O diagrama seguinte representa as localidades num raio de 12 km ao redor de Spring Bay.